# 26. Waffen-SS Gránátos Hadosztály (2. magyar)
A 26. Waffen-SS Gránátos Hadosztály (2. magyar), (németül 26. Waffen-Grenadier-Division der SS (ungarische Nr.2.)). A Waffen-SS rövid életű 2. magyar gyalogsági hadosztálya volt. 1944 novemberében alapították, azután amikor a németek megdöntötték Horthy Miklós hatalmát. A hadosztály nem volt megfelelően kiképezve és felszerelve, amikor is az előrenyomuló szovjet Vörös Hadsereggel szemben bevetették őket. A hadosztály 1945 májusában Ausztriában adta meg magát az amerikai hadsereg előtt.

## Története
A hadosztály 1944 novemberében jött létre, miután a németek megdöntötték Horthy Miklós hatalmát. Állománylétszáma elérte a 8000 főt, ebből 3000 fő az egykori Magyar Királyi Honvédségből, valamint 5000 fő frissen sorozott katona. A hadosztályt elküldték kiképzésre Sieradz-be, a mai Lengyelországba. Ekkor a hadosztály állománya papíron 13 000 fő volt, ebből 10 000 fő volt sorkatona, azonban a hadosztálynak még nem adtak se fegyvereket, sem egyenruhát. 1945 januárjában a hadosztálynak adtak néhány nehéz fegyverzetet, de ezeket elkobozta a 9. hadsereg (Wehrmacht), hogy visszaverjék a szovjet Vörös Hadsereg Visztula-Odera offenzíváját. Január közepén, mialatt a hadosztály tagjai élelmiszer után kutattak, megtámadta őket a lengyel Honi Hadsereg. Egyes források szerint a hadosztály 1945. január 29.-én elnyerte a Hungaria címet.
A szovjetek közeledtével a hadosztály visszavonult az Odera mögé, körülbelül 2500 fő esett el. A hadosztály később csatlakozott a 25. Waffen-SS Gránátos Hadosztály „Hunyadi” (1. magyar)hoz annak kiképző táboránál Świętoszów-ban. A további szovjet előrenyomulás miatt a két hadosztályt Ausztriába evakuálták és egy ott kialakított harccsoporthoz csatlakoztak hátvédként. 1945. május 3-5-én a megmaradt hadosztályok megadták magukat az amerikai 3. hadseregnek, Attersee közelében.

## Parancsnokok
A hadosztály parancsnokai:
- 1944. november – 1945. január
  - SS-Standartenführer, Rolf Tiemann
  - Waffen-Oberführer, Pisky Zoltán
  - SS-Oberführer, Deák László
- 1945. január – március
  - SS-Brigadeführer, Berthold Maack
- 1945. március – május 
  - Waffen-Gruppenführer, Grassy József